# Quilombos urbanos de Porto Alegre

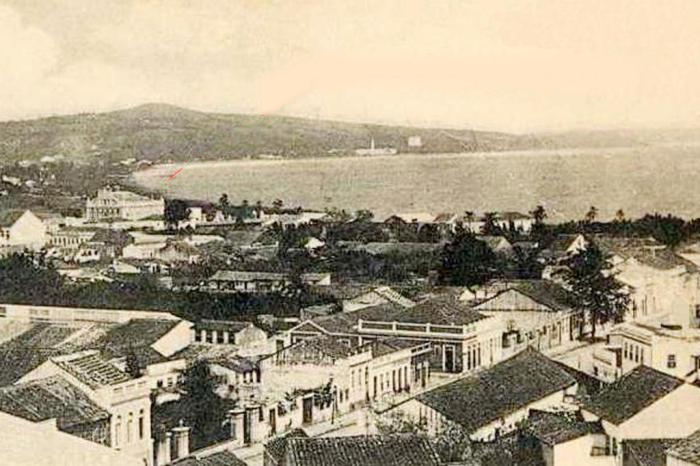
O antigo Areal da Baronesa, na área mais vegetada junto ao rio, onde hoje se localiza o Quilombo do Areal

Os quilombos urbanos de Porto Alegre são um conjunto de onze territórios existentes em Porto Alegre, capital do Rio Grande do Sul, Brasil, que se autodeclararam quilombos. Oito foram reconhecidos pela Fundação Palmares, e os demais estão com o processo em andamento. A Prefeitura reconheceu quatro. São centros de identidade, cultura, tradições e memórias da comunidade negra, mas sua história é geralmente marcada por conflitos, pobreza e discriminação. Segundo Patricia Grossi et al., Porto Alegre é pioneira na emergência de quilombos em território urbano, e de acordo com Cláudia Zeferino Pires, é também a capital brasileira com a maior presença de comunidades quilombolas. O Quilombo da Família Silva foi o primeiro do Brasil a ter suas terras regularizadas.

## Visão geral
Enquanto que os quilombos primitivamente surgiram no contexto de um sistema escravista e eram locais de reunião de escravos fugitivos, distantes de centros urbanos, os quilombos urbanos atuais, situados em ambientes citadinos multiculturais, fragmentados e dinâmicos, têm sua definição mais ligada à questão étnica da negritude, embora o reconhecimento do passado ancestral na escravidão esteja sempre presente. Segundo José Carlos dos Anjos, é significativo que poucos quilombos urbanos de Porto Alegre se autointitulem "remanescentes" de quilombos: "Chamam-se quilombolas em alto e bom som. Não pensam que seus territórios sejam resultados de uma apropriação simbólica, que reinventa uma noção antiga. Seus territórios são quilombos e pronto. [...] Seguir a sério os quilombolas, quando dizem que seu território é um quilombo e que sua cultura é quilombola, implica pesquisar as condições ontológicas de possibilidade desse devir quilombola, como existência, e não como simulacro". Quando reivindicam sua identidade como quilombos, em geral não estão preocupados com uma questão de aprovação social, embora às vezes ela possa estar presente, mas antes de tudo "estão mais preocupados com a garantia de suas condições de existência, enquanto coletivo, em especial com sua segurança territorial".
Os quilombos urbanos porto-alegrenses têm histórias diversificadas. Foram formados em épocas diferentes, a maioria já no século XX, e passaram por situações diferentes. O que os une é uma cultura de base étnica; a auto-identificação de suas populações como quilombolas; suas lutas semelhantes contra a discriminação e pela posse do território onde vivem, muitas vezes violentas, e uma situação de carência crônica de infraestrutura e serviços, sendo todos comunidades pobres e marginalizadas. Um estudo de Gehlen & Ramos de 2008 nos quilombos reconhecidos pela Prefeitura mostrou que mais da metade dos adultos tinha o estudo fundamental incompleto, apenas 14% tinham ensino médio completo, apenas 2% chegaram ao ensino superior, quase 60% dos adultos eram trabalhadores precarizados, informais ou biscateiros, 93% das famílias não tinham acesso ao programa de cesta básica do governo federal, as habitações eram precárias e pequenas, 11% não tinham banheiro, 15% não tinham cozinha separada. Queixas sobre dificuldades no acesso à saúde, segurança, moradia, educação, emprego e outros bens e serviços eram generalizadas.

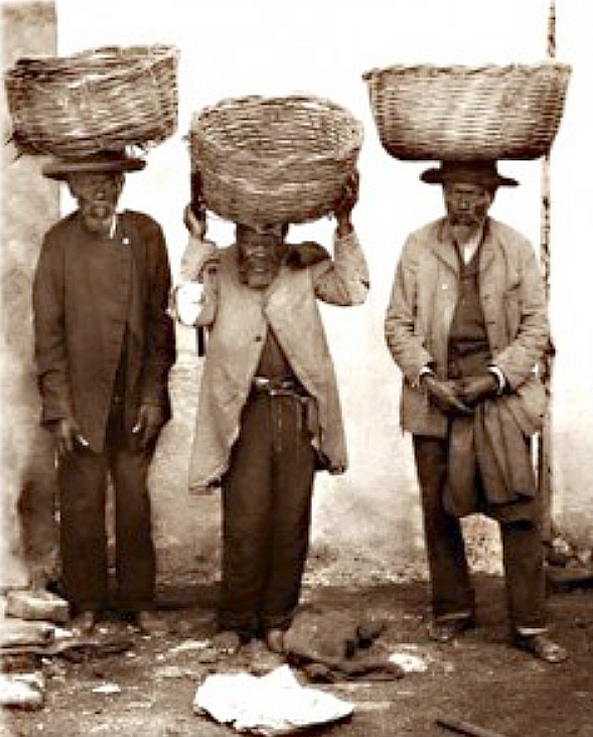
Negros de Porto Alegre em 1895.

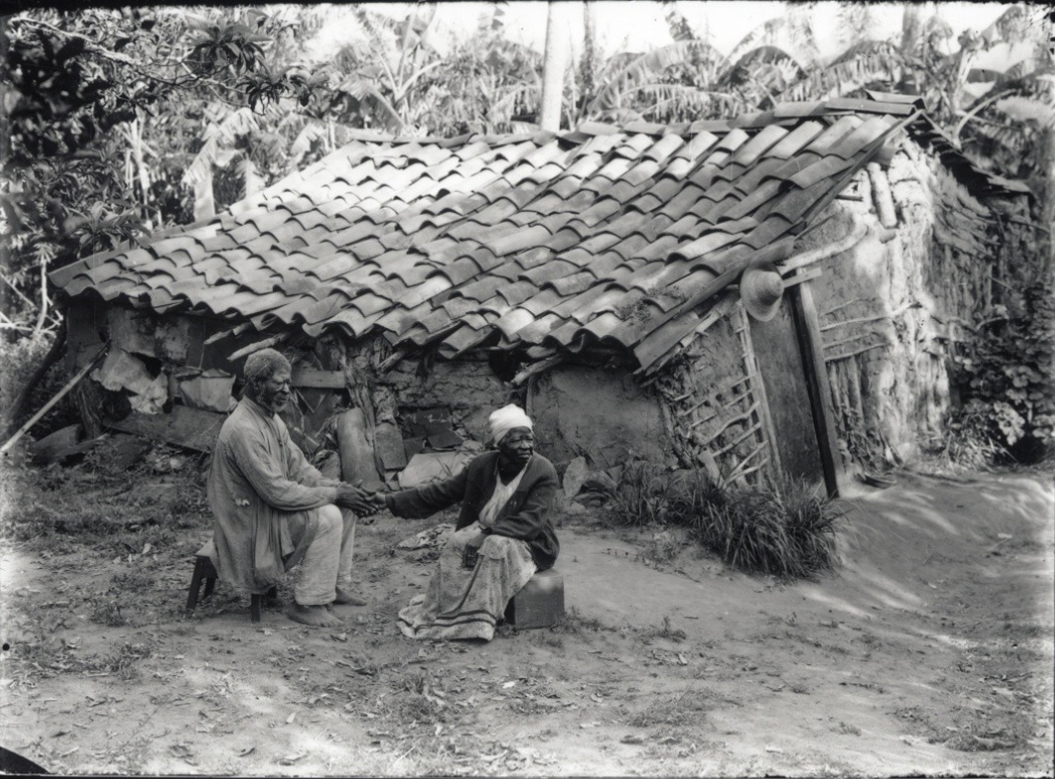
Negros de Porto Alegre em torno de 1900

A história dos negros na cidade, como em tantas outras, foi marcada pela discriminação, opressão, perseguição e desigualdade, só incluídos da história oficial de maneira negativa e subalterna. Os negros se concentravam principalmente na Bacia do Mont'Serrat, na Colônia Africana, na Ilhota, no Campo da Redenção e no Areal da Baronesa. Ao longo dos séculos XIX e XX essas áreas se tornaram muito valorizadas e as comunidades negras foram despejadas de seus territórios, seja em campanhas de "higienização" e "modernização" da Prefeitura, seja pela pressão da especulação imobiliária, sendo remetidas para as periferias e abandonadas à própria sorte. Se os brancos pobres também foram prejudicados nessas ondas de higienização, a situação dos negros era muito pior, pois ainda havia todo um discurso cientificista classificando-os como raça inferior, irracional, perigosa, dada naturalmente a vícios e vagabundagem. Segundo Gehlen & Ramos, "além da intervenção no meio urbano, das intervenções físicas, com os bota-abaixo dos cortiços e a eliminação dos becos, era preciso normatizar, disciplinar e controlar estes sujeitos não civilizados".
Porém, alguns pequenos núcleos negros permaneceram ilhados nas "zonas nobres" brancas, formando os atuais quilombos urbanos, e junto com alguns outros centros mais novos e mais distantes da zona central, embora enfrentando frequentes ameaças de esbulho e expulsão, permanecem como focos de resistência, de identidade, de memória e de cultivo de antigas tradições e saberes, bem como focos de produção cultural. São também experiências permanentes de vida em comunidade num espírito solidário, essencial para a superação de carências crônicas em múltiplos níveis. Os quilombos são filiados à Frente Quilombola do Rio Grande do Sul, e são unidos também por um sentimento de pertencimento a uma comunidade maior, envolvendo aspectos de parentesco, sociabilidade e modos de vida. Sandro Lemos, liderança no Quilombo da Família Lemos, disse que os quilombos "são interligados, o que muda é só o CEP, a gente se considera, e somos irmãos, já vem da nossa ancestralidade".
Em 2012 a Prefeitura publicou o Plano Municipal de Promoção da Igualdade Racial, prevendo a adoção de medidas de promoção da saúde, saneamento, segurança, planejamento familiar, desenvolvimento social e econômico sustentável, renda, cidadania, assistência social e segurança alimentar, além de combater abusos aos direitos humanos, e promover a preservação do seu patrimônio cultural material e imaterial e a identificação, titulação e proteção das terras quilombolas. Embora o Estatuto da Igualdade Racial de 2010 assegure "aos remanescentes das comunidades dos quilombos o direito à preservação de seus usos, costumes, tradições e manifestos religiosos, sob a proteção do Estado", para obter os benefícios da lei, é preciso o reconhecimento oficial da comunidade como quilombola por parte da Fundação Palmares. A maioria ainda não teve seu território demarcado, o que é um processo separado e compete ao Instituto Nacional de Colonização e Reforma Agrária (INCRA). Oito dos onze autodeclarados já foram reconhecidos pela Fundação Palmares, mas a Prefeitura só reconheceu quatro. A proteção legal não tem bastado para assegurar os direitos sociais e humanos das populações nem a integridade dos territórios.

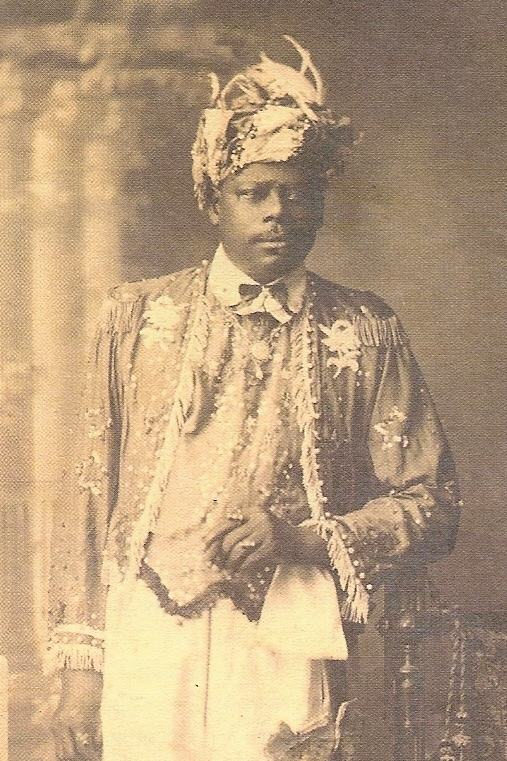
O príncipe Custódio, antigo morador da área do Quilombo da Mocambo

A luta pelo território é um dos fatores centrais para o surgimento e fortalecimento da identidade. Antes territórios de exclusão, agora procura-se conceber os quilombos como base para o protagonismo social e político e como focos de culturas ricas e significativas, embora ainda haja um longo caminho a ser percorrido antes que o conceito ganhe aceitação em larga escala. Em 2023 a Prefeitura vetou e a Câmara manteve o veto ao projeto de lei que incluía os territórios negros de Porto Alegre no patrimônio cultural do município. Nas palavras de Daniele Vieira, os territórios negros "são num primeiro momento espaços físicos habitados por pessoas negras. Mas, mais do que isso, são espaços simbólicos, repletos de sentidos e significados relacionados às práticas ali existentes, a uma ancestralidade negra, a uma memória negra, a um modo de ser e estar negro. Para além de espaço físico e apenas funcional – de moradia, de trabalho — estes espaços ganham significados a partir das relações que neles se estabelecem". Embora a população atual possa ser miscigenada, os "territórios negros" são aqueles "nos quais a presença negra é uma questão central".
Durante a pandemia de covid-19 os quilombos foram duramente afetados, aumentando os índices de fome, dificuldade de acesso ao trabalho, ao emprego e à proteção social. Um estudo da Universidade Federal de Ciências da Saúde de Porto Alegre mostrou que durante a pandemia 77% dos moradores dos quilombos da cidade não puderam permanecer em casa; 50% não tinham condições de praticar o isolamento social em caso de contaminação; 70% não tinham mais de um banheiro em casa para uso exclusivo da pessoa infectada, e 40% perderam o emprego. Além disso, os quilombos foram excluídos da primeira rodada de vacinação. Somente em fevereiro de 2021, depois de decisão do Supremo Tribunal Federal, o estado iniciou medidas para combate à epidemia nos quilombos e suspendeu as ações de despejo que estavam em andamento. Durante a pandemia quatro quilombos sofreram tentativas de invasão ou depredações. Onir de Ajaújo, advogado da Frente Quilombola, disse que a demora do INCRA em demarcar os territórios propicia as invasões. Em 2022, após a invasão armada do Quilombo dos Alpes, a Frente Quilombola publicou um Manifesto em Defesa dos Quilombolas de Porto Alegre, onde declarou:
"Assim como os demais territórios quilombolas da cidade, o Quilombo dos Alpes está sob franco ataque de disputas territoriais violentas dadas através de uma relação de forças perversas e desiguais. As lideranças quilombolas têm sido insistentemente acossadas pelo avançar da violência de milícias, grileiros e traficantes que tentam ocupar o território quilombola. A demora do Estado brasileiro em demarcar, proteger e qualificar o bem-viver das comunidades quilombolas contribui para esse cenário de extermínio da população quilombola. [...] O esgotamento das comunidades frente às violências sistemáticas a que estão sujeitas apesar de dificultar, não tem impedido a continuidade da luta quilombola pela liberdade e libertação da monocultura do pensamento capitalista. [...] Nossa luta não é 'hashtag', é por liberdade, reconhecimento, segurança, titulação e bem viver. Frente à crise civilizatória que enfrentamos, lutamos por outros projetos de sociedade, mais plurais, diversos e menos desiguais".

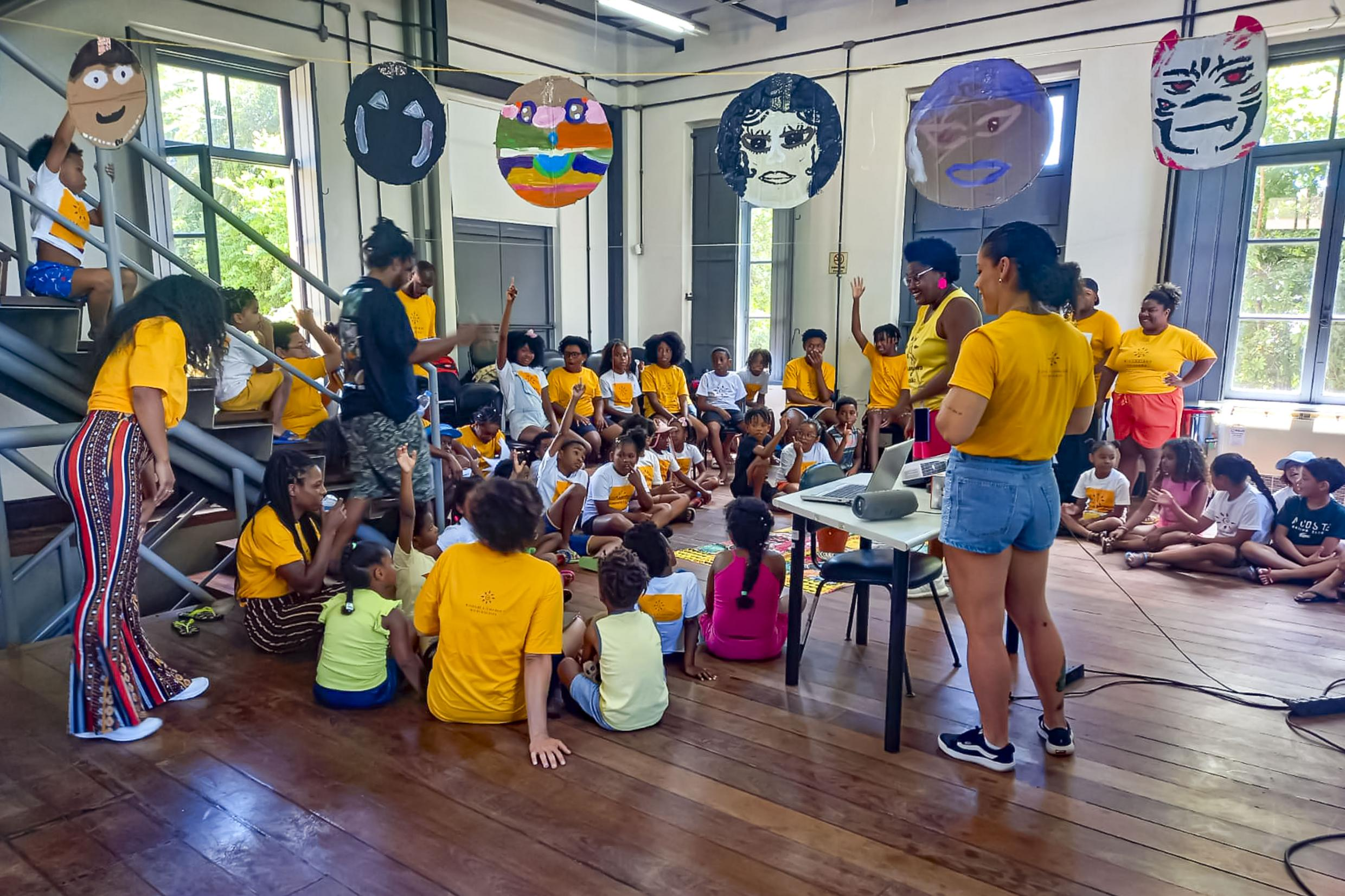
Projeto político-pedagógico Kilombinho de Verão, organizado pela Associação de Mães Pretas no Arquivo Histórico de Porto Alegre, 2025

Os territórios quilombolas e outros territórios negros de Porto Alegre já vêm sendo objeto de estudos acadêmicos, mas no total ainda são poucos. Sérgio da Costa Franco coletou informações importantes em seu Guia Histórico de Porto Alegre de 2006. Irene Santos publicou em 2010 Colonos e Quilombolas: memória fotográfica das colônias africanas de Porto Alegre. Nos anos seguintes diversos pesquisadores trataram de aspectos pontuais ou trabalharam sobre alguns quilombos específicos em teses e artigos. A partir de 2013 um amplo projeto de mapeamento e levantamento histórico foi realizado pelo Núcleo de Estudos de Geografia e Ambiente da UFRGS em parceria com as comunidades e movimentos sociais, publicando em 2021 o Atlas da Presença Quilombola em Porto Alegre/RS, com organização de Cláudia Luisa Zeferino Pires e Lara Machado Bittencourt. Entre os principais objetivos do Atlas estão tornar as comunidades visíveis, e dar subsídios para os futuros Planos Diretores municipais no melhoramento de suas condições. O Memorial da Justiça do Trabalho promoveu em 2019 um trabalho com diversas escolas e representantes das comunidades, resultando no livro Memórias de Trabalho e não Trabalho Quilombola.  Ainda em 2020 a Frente Quilombola iniciou o projeto do Museu Quilombola, um museu virtual, para resgatar a memória dos quilombos da cidade, prevendo também a instalação de pontos de memória físicos nas comunidades. Em 2021 foi lançado o livro Mulheres Quilombolas, Interseccionalidades e Políticas Públicas, elaborado por pesquisadoras de várias universidades, denunciando a situação particularmente vulnerável das mulheres quilombolas de Porto Alegre e outras cidades e resgatando suas vivências e suas lutas de resistência. Em artigo referente a esta pesquisa, Duarte, Grossi & Almeida referem que "essas mulheres vivenciam violações no acesso às políticas públicas devido ao racismo estrutural, à especulação imobiliária e latifundiária, e as narrativas revelam os desafios no sentido de Ser quilombola em face da negação permanente do acesso aos direitos de cidadania". Segundo Grossi et al., 
"Em um país que teve a ideologia do branqueamento e o mito da democracia racial para alicerçar a construção de sua identidade nacional, enegrecer ao invés de embranquecer diz muito sobre a identidade e o imaginário social que ela conecta. Enegrecer significa um ethos de valorização à cultura, à etnicidade, aos modos de vida da população quilombola. Ao mesmo tempo, enegrecer é uma tomada de posição política no sentido de lutar pela ampliação e fortalecimento dessa identidade negra/quilombola agora ressignificada (antes subjugada, agora fortalecida), contribuindo para processos coletivos de resistência".

## Quilombo do Areal

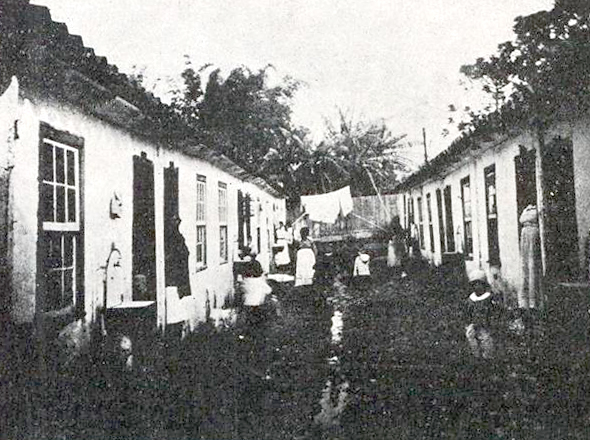
Um beco alagado no Areal em 1920

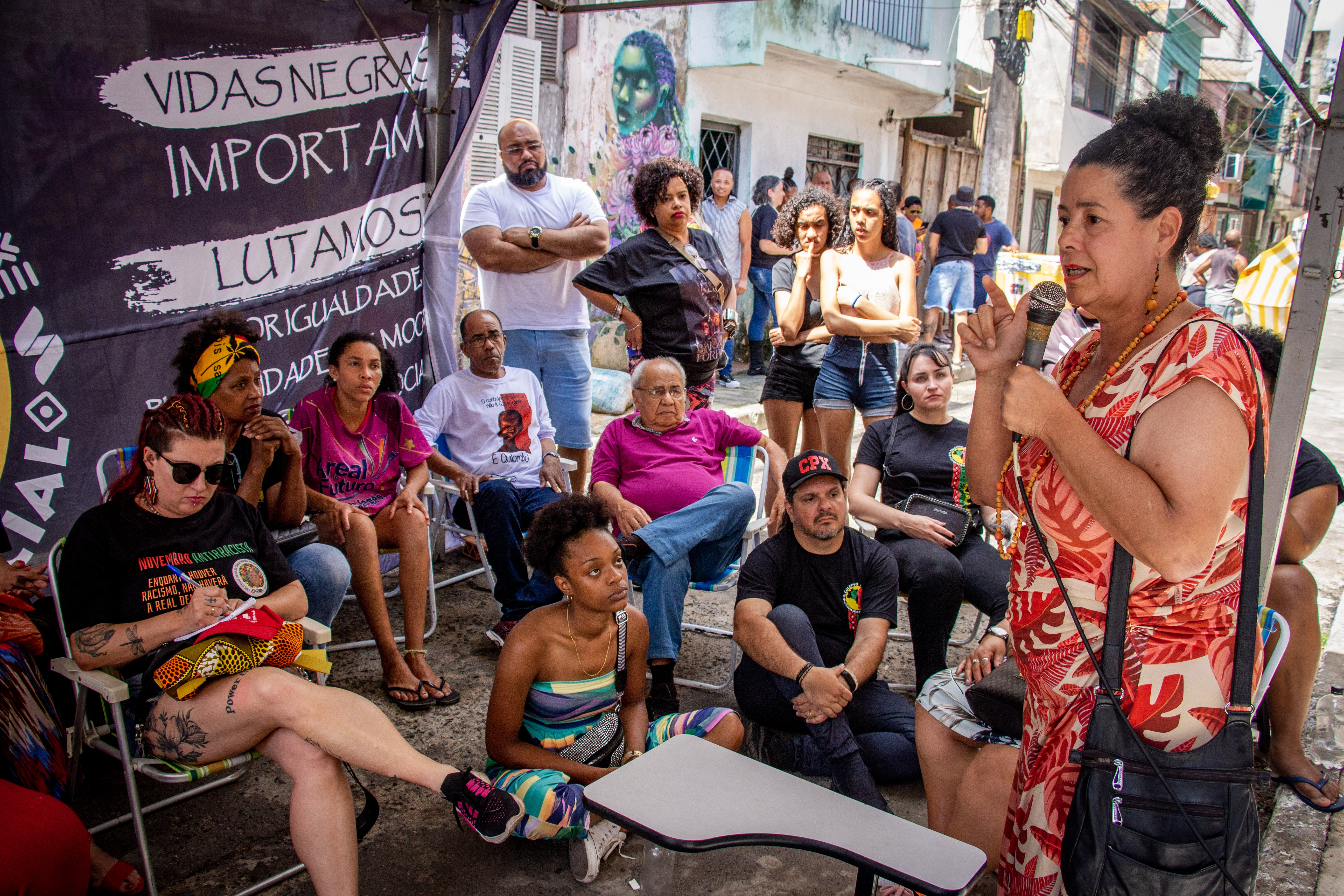
Reunião do Novembro Antirracista Unificado no Quilombo do Areal, 2022

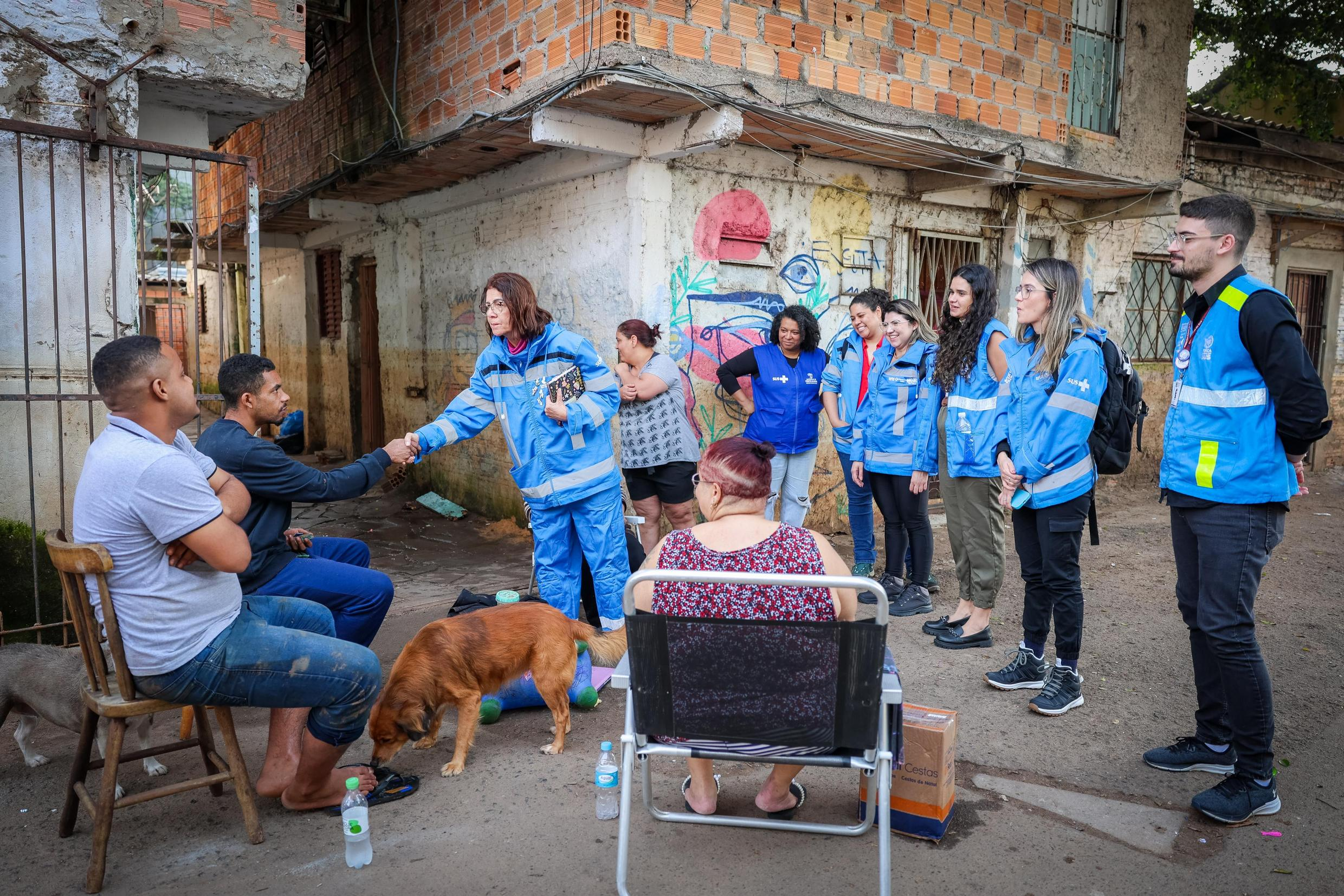
Atendimento médico no Quilombo do Areal, 2024

Reconhecido pela Fundação Palmares em 10 de dezembro de 2004, reconhecido pela Prefeitura em 2008, localiza-se no bairro Praia de Belas. Suas origens datam do século XVIII e é uma das mais antigas áreas de concentração da população negra da cidade, tendo em 2021 mais de 100 famílias. No século XIX, ainda coberta de matas, era uma área de esconderijo para escravos fugitivos, sendo constantemente denunciada na imprensa como um lugar "ermo e tenebroso" e um "antro de criminosos", refletindo a visão social da elite burguesa dominante. Em meados do século várias ruas foram sendo abertas, a fim de darem acesso a pequenas propriedades e escoar sua produção de hortifrutigranjeiros até o Centro. A região ficou conhecida como Areal ou Arraial da Baronesa, devido à construção de uma chácara pertencente a João Baptista da Silva Pereira, barão de Gravataí, herdada pela sua esposa, Maria Emília de Meneses, baronesa em direito próprio. Em 1879 a baronesa começou a lotear a propriedade, mas, abandonada pelo poder público, e sujeita a frequentes alagamentos, bordejando o Arroio Dilúvio, tornou-se ponto de residência para a população pobre, especialmente de origem escrava.
A identidade negra sempre permaneceu forte no Areal, sendo formados blocos carnavalescos, casas de religião e rodas de samba, formando uma cultura característica. Ali teve sede a Sociedade Floresta Aurora, e considera-se que o Areal foi o berço do carnaval de Porto Alegre. Localizado junto ao Centro Histórico, na década de 1960 o Areal entrou no programa Remover para Promover da Prefeitura, uma campanha de higienização e urbanização da área central, o que acarretou a expulsão de numerosas famílias para as periferias. Área muito valorizada, sofreu intensa pressão da especulação imobiliária. Na década de 1970 se destaca a atuação de Sônia de Figueiredo Xavier, membro de uma das mais antigas famílias residentes, que fundou um clube de mães e deu início às lutas de resistência e reconhecimento. Na década de 1990 foi criada uma associação comunitária, que foi ativa nas deliberações do Orçamento Participativo, conseguindo a canalização de sangas, calçamento de ruas, construção de habitações populares e transferência da área para a posse da Prefeitura, isentando as famílias da cobrança de aluguéis. Em 2004 o quilombo foi reconhecido pela Fundação Palmares.
Em 2013 o Relatório Técnico de Identificação e Delimitação produzido pelo INCRA também reconheceu a área como antigo território quilombola, oficializada em 14 de fevereiro de 2014 com uma área de 4.446 m2, e reconhecida em 11 de julho de 2015 pela Prefeitura. Com o decreto a região se tornou Área Especial e de Interesse Cultural, e sua posse foi transferida para a Associação Comunitária e Cultural Quilombo do Areal, não podendo ser vendida ou penhorada. Diversos grupos culturais e artistas ali atuam. O Areal foi integrado ao roteiro do Museu de Percurso do Negro em Porto Alegre.

## Quilombo da Família Silva

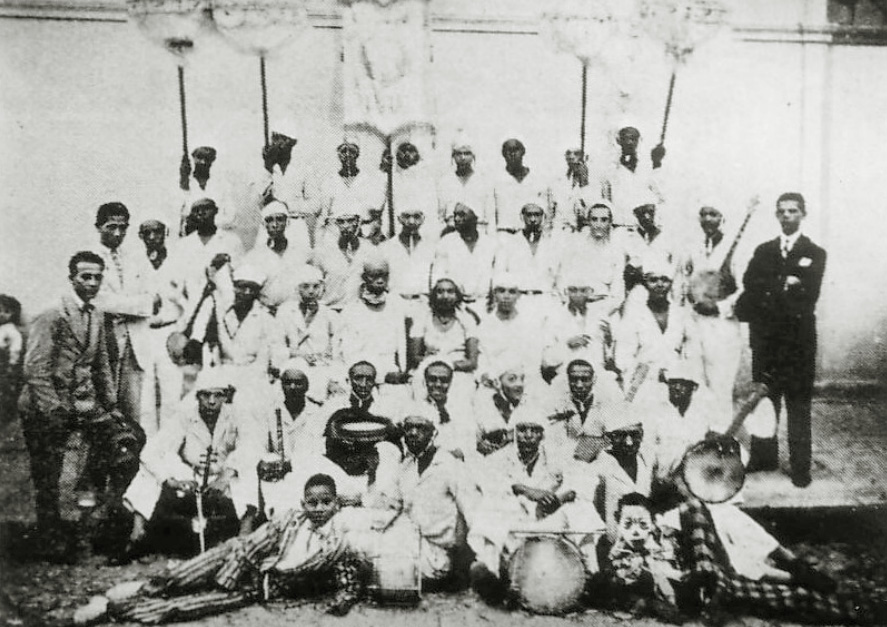
Cordão carnavalesco Os Turunas da Colônia Africana em 1931

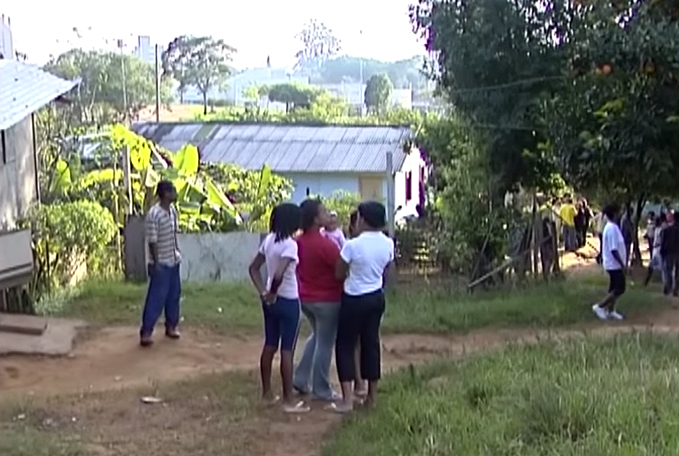
Detalhe do Quilombo da Família Silva

Reconhecido pela Fundação Palmares em 10 de dezembro de 2004, reconhecido pela Prefeitura em 2008, tem uma área de 6.510 m2 e reúne cerca de 20 famílias. Localiza-se no bairro Três Figueiras, numa extensão da antiga Colônia Africana, um dos mais antigos guetos negros da cidade. A Colônia frequentemente aparecia na imprensa do século XIX descrita de maneira desabonadora, como um foco de criminosos. No início do século XX começou a receber imigrantes brancos e começou a se descaracterizar, enquanto a população negra ia migrando para zonas mais afastadas. A Colônia foi definitivamente dissolvida pela Prefeitura a partir da década de 1940 numa campanha de higienização.
Os fundadores do quilombo foram Naura Borges da Silva, cozinheira e lavadeira, natural de São Francisco de Paula, e seu marido Alípio Marques dos Santos, pedreiro, agricultor e jornaleiro, natural de Cachoeira do Sul, que no início da década de 1940 se estabeleceram na área, então uma zona rural, onde abriram plantações e criavam animais para subsistência e complemento da renda através da venda de leite e produtos da terra. Em 1972, quando os arredores começaram a ser urbanizados, Naura entrou com uma ação de usucapião para garantir a posse do território, mas ela não teve sucesso. O bairro se tornou uma área altamente valorizada, muitas famílias negras foram expulsas, e a comunidade enfrentou frequentes ameaças de despejo. Em 1990 e 2001 duas outras ações para reconhecimento de usucapião foram iniciadas, que também fracassaram. Em 2002 a comunidade se autorreconheceu como quilombola, contando com o apoio de várias entidades, e em 2004 a Fundação Palmares reconheceu a comunidade. No mesmo ano foi desencadeada uma intensa campanha para seu despejo, quando as famílias levantaram uma barricada na entrada do quilombo para resistir. Em 27 de setembro de 2009 foi conquistada a posse jurídica da terra, com a entrega do título de posse a Lorivaldino Silva, então presidente da Associação Quilombo Família Silva, sendo o primeiro quilombo urbano com situação fundiária regularizada do Brasil.

## Quilombo dos Alpes

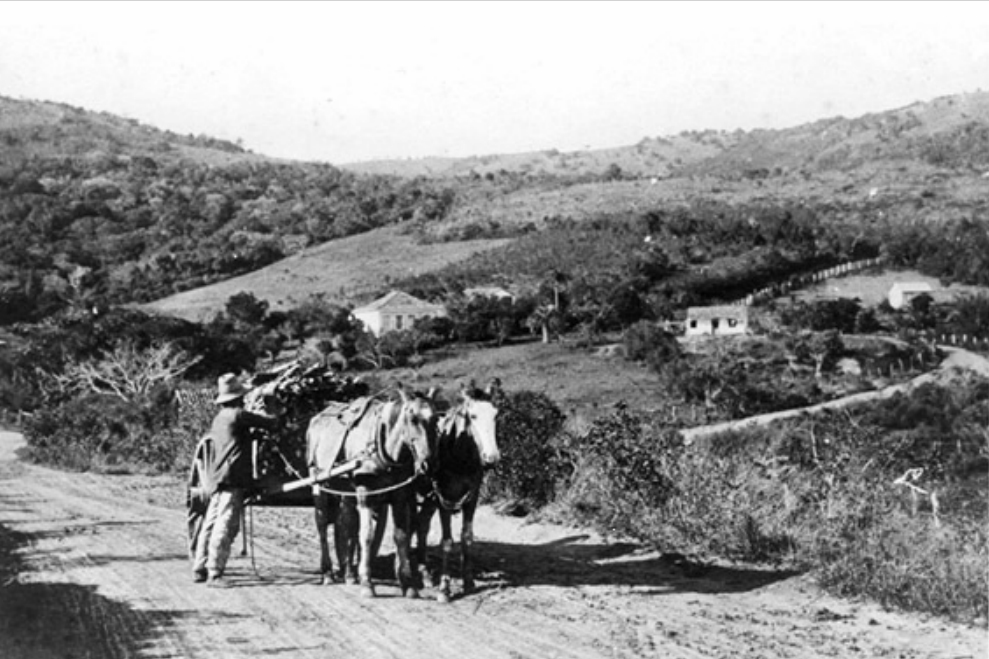
Acesso aos "Alpes" da Glória no início do século XX, onde se localiza o Quilombo dos Alpes

Reconhecido pela Fundação Palmares em 8 de junho de 2005, reconhecido pela Prefeitura em 2008, localiza-se numa área elevada entre os bairros Cascata, Glória e Teresópolis, conhecida como os "Alpes". Sua primeira moradora foi Edwiges Francisca Garcia da Silva, oriunda de Charqueadas, que ali se estabeleceu em torno de 1920, falecendo em 1998 com 108 anos. Sua casa sobrevive e hoje é a sede da Associação Quilombola dos Alpes, fundada em 2005. Houve pressão para a expulsão da comunidade e em 2008 duas lideranças foram assassinadas e outra pessoa ficou ferida. Em 2015 um projeto universitário resgatou o histórico do local e fez seu mapeamento, identificando vários marcos territoriais ligados a orixás e as ruínas de uma casa de veraneio de Júlio de Castilhos. Em 2016 a área foi declarada pelo INCRA de Interesse Social Especial, mas sua situação fundiária ainda não foi regularizada. Em 2018 recebeu financiamento federal para iniciar um projeto de habitação e geração de renda. Contava em 2021 com 120 famílias, todas descendentes de Edwiges e seus três maridos, que trabalhavam como prestadores de serviços domésticos, segurança, pedreiro, eletricista nas proximidades, e praticam extrativismo de brotos de bambu e ervas nativas. Em 2022 foi invadido por homens armados.

## Quilombo dos Fidélix

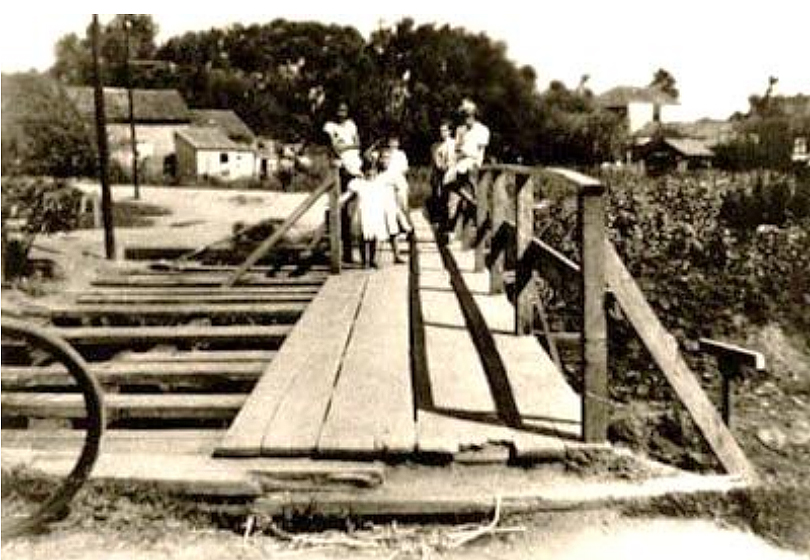
Ponte da Ilhota, c. 1930

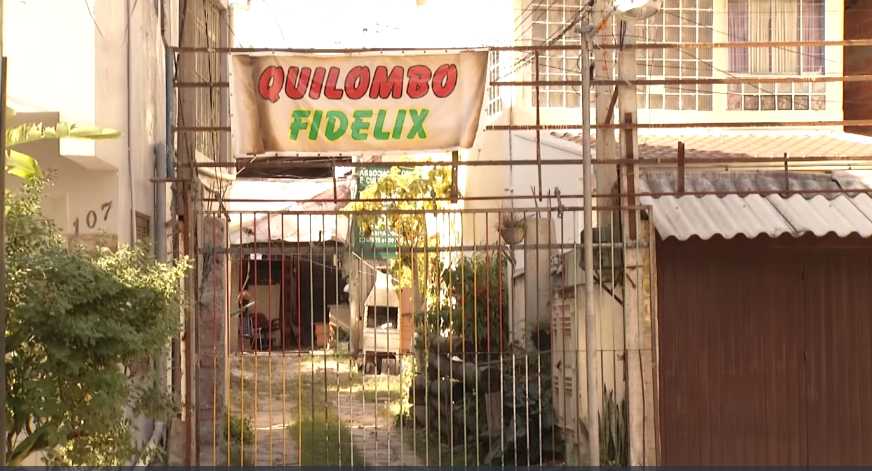
Entrada do Quilombo dos Fidélix

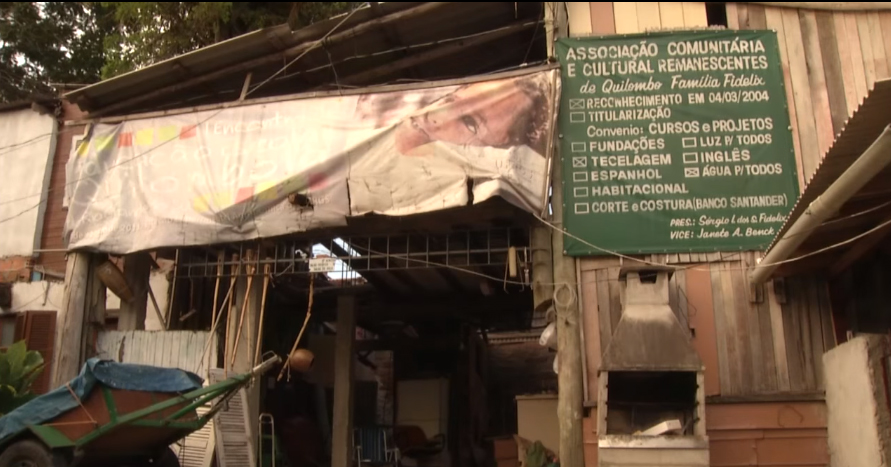
Associação Comunitária e Cultural Remanescentes do Quilombo Família Fidélix

Reconhecido pela Fundação Palmares em 2 de março de 2007, reconhecido pela Prefeitura em 2008, está entre os bairros Azenha e Cidade Baixa, área que era parte da antiga Ilhota, rodeada por meandros do Arroio Dilúvio, um local alagadiço, por isso ocupado por uma população muito pobre e majoritariamente negra, que deixou uma marca na memória da cidade pela sua boemia e seu carnaval, samba e batuque. Na década de 1940 ali vivia o grande cantor e compositor Lupicínio Rodrigues. Athos Damasceno falou em um poema sobre os quilombos da Ilhota: Esta é a ponte que desemboca nos quilombos. // O riacho barrento, roçando os barrancos, // enlaça nos braços molengos e longos // a ilha crivada de becos // bibocas // baiúcas de barro batido... Depois da enchente de 1941 o arroio foi retificado, a Ilhota foi sendo saneada e entre 1967 e 1974 milhares de moradias populares foram demolidas para uma nova urbanização. Grande parte dos residentes foi despejada no bairro Restinga, sem nenhuma infraestrutura.
Nesta época iniciou a construção do Hospital de Porto Alegre, o que levou à formação do quilombo atual, na região da antiga Vila Araquilândia, fundado pelo militar Sérgio Ivan dos Santos Fidélix, liderando um grupo de negros oriundos de Santana do Livramento, onde se contavam Milton Waldir Teixeira Santana e Hamilton Correa Lemos. O grupo acabou se fixando no entorno de Hospital. A história do quilombo é marcada por conflitos internos, havendo famílias que se autorreconhecem como quilombolas e outras que só reivindicam a posse da terra. Conflitos externos também ocorreram diversas vezes, e a área sofreu pressão imobiliária e invasões.
Em 2006 algumas famílias foram expulsas pela Prefeitura. O despejo alterou a dinâmica e a organização da comunidade. Depois de mobilizações, algumas conseguiram retornar, outras não. O processo de reconhecimento como quilombo foi oficializado em 2007. A comunidade tem o apoio do Centro Diaconal Evangélico Luterano, que oferece atendimento escolar para crianças e auxiliou na formação de uma horta comunitária. A Associação Comunitária e Cultural procura desenvolver atividades para fortalecer a união e a identidade comunitária e compartilhar saberes e memórias. Entre os principais marcos da área estão a sede do extinto Clube Negro Nós os Democratas, que foi ativo nos antigos carnavais, a gruta de Nossa Senhora de Aparecida, o Boteco do Caninha, reduto de sambistas e pagodeiros, e o Bar da Carla, centro de manifestações artísticas e ponto de reunião da Frente Quilombola do Rio Grande do Sul. A demarcação ainda estava tramitando em setembro de 2022.

## Quilombo dos Machado
Reconhecido pela Fundação Palmares em 21 de maio de 2014, localiza-se no bairro Sarandi. Também conhecido como Vila Sete de Setembro, sua origem está ligada à formação do bairro, localizado numa várzea do rio Gravataí, onde antigamente havia muitas chácaras produzindo leite e outros produtos agrícolas. Na década de 1970 a área foi alagada numa cheia do rio Gravataí, forçando os moradores a se deslocarem para uma zona de matas e campos ao sul, dando origem à então chamada Vila Respeito, onde Maria Lúcia dos Santos foi uma das primeiras a chegar, seguida por sua prima Maria Olmira Machado Camillo. Elas estabeleceram criações de galinhas e hortas para subsistência. A Vila recebeu muitos outros refugiados da enchente, e cresceu rapidamente. Havendo uma faixa de terra ociosa junto da Vila, em 2012 ela foi ocupada, originando a Vila Sete de Setembro. Desde então a comunidade reivindica a delimitação e posse do território e melhorias na infraestrutura. Em 2014 foi reconhecido como quilombo urbano pela Fundação Palmares, mas permanece um território disputado e ameaçado pela especulação imobiliária, sendo foco de diversas manifestações de resistência. Foi fundada uma associação para a defesa dos interesses da comunidade e preservação de tradições ancestrais. Conta com mais de 300 famílias, incluindo migrantes do Norte e Nordeste e imigrantes do Haiti.

## Quilombo da Família Flores
Reconhecido pela Fundação Palmares em 16 de agosto de 2017, localiza-se no bairro Glória. No século XIX esta região estava dentro da sesmaria de Manuel da Silva Nunes, e já nesta época havia uma população negra residente nas redondezas. O quilombo atual foi fundado por Rosalina da Costa Vasconcelos, que em 1975 se mudou com seu pai e alguns filhos de um primeiro casamento para esta área, onde vivia Adão Fausto Flores da Silva, com quem veio a casar, tendo outros filhos. Em 1983 foi iniciada uma ação de usucapião, a primeira de várias outras, todas infrutíferas. Parte da área é reivindicada pela Fundação Marista, mas sua titularidade nunca foi comprovada. Em 2015 a Fundação derrubou cercas e muros e invadiu terrenos para forçar a expulsão da comunidade e ampliar o estacionamento do colégio que mantém ali. O estacionamento foi construído, destruindo uma área de mata, um pomar e um campo de futebol. As famílias criaram um centro comunitário, e em 2014 iniciaram uma coleta de documentação e informações para requerer certificação  como quilombo, que foi concedida pela Fundação Palmares em 2017. Em 2019 o INCRA iniciou o processo de identificação e delimitação da área.

## Quilombo da Família Lemos
Reconhecido pela Fundação Palmares em 12 de novembro de 2018, localiza-se no bairro Santa Teresa. O quilombo foi fundado em torno de 1964 pelo casal Délzia Gonçalves e Jorge Alberto Rocha de Lemos, que tiveram seis filhos. Délzia era procedente do Quilombo do Maçambique, de Canguçu, e Jorge era zelador do Asilo Padre Cacique, proprietário desta área. Com o falecimento de Jorge em 2008, o Asilo iniciou um processo para reintegração de posse. A situação permaneceu irresolvida, e em 7 de novembro de 2018 a área foi cercada. As famílias resistiram com barricadas por 15 dias, quando o cerco foi suspenso por decisão judicial. Neste meio-tempo, a comunidade recebeu certificação da Fundação Palmares. Em 2020 houve nova tentativa do Asilo de recuperar o território, o que desencadeou várias ações de resistência, entre elas a fundação da Quilomboteca Délzia Gonçalves de Lemos. O INCRA já iniciou o processo de identificação e delimitação da área, que já sofreu desmatamentos ilegais e inundações.

## Quilombo da Família de Ouro Ylê de Oxum e Ossanha
Aguarda certificação, localiza-se no bairro Lomba do Pinheiro. A história do quilombo inicia com  Maria da Conga, mãe de santo de um terreiro no bairro Partenon na década de 1940. Cerca de vinte anos depois sua filha Ruth Ribeiro Pereira foi expulsa do terreiro, refugiando-se em Cruz Alta. Sua família conhecia um fazendeiro dono de terras em Porto Alegre, que prometeu a Ruth um terreno na Lomba do Pinheiro se Ogum lhe arranjasse uma esposa. O terreno foi efetivamente doado, e ali Ruth instalou um terreiro, o Ylê de Oxum e Ossanha, em 2021 liderado pela mãe de santo Patrícia de Lourdes Peres da Costa, bisneta de Maria da Conga. A história da comunidade está intimamente ligada à religião, e são desenvolvidas diversas atividades culturais. Há também um interesse arqueológico, tendo sido descobertos túneis usados como rotas de fuga de escravos das antigas estâncias que existiam nos arredores. Há uma certa tensão com famílias vizinhas evangélicas. Em 2021 o quilombo tinha mais de 80 famílias, que ainda esperavam reconhecimento oficial como quilombolas. O quilombo já foi invadido e em setembro de 2022 o processo para sua demarcação ainda não havia sido iniciado.

## Quilombo da Mocambo

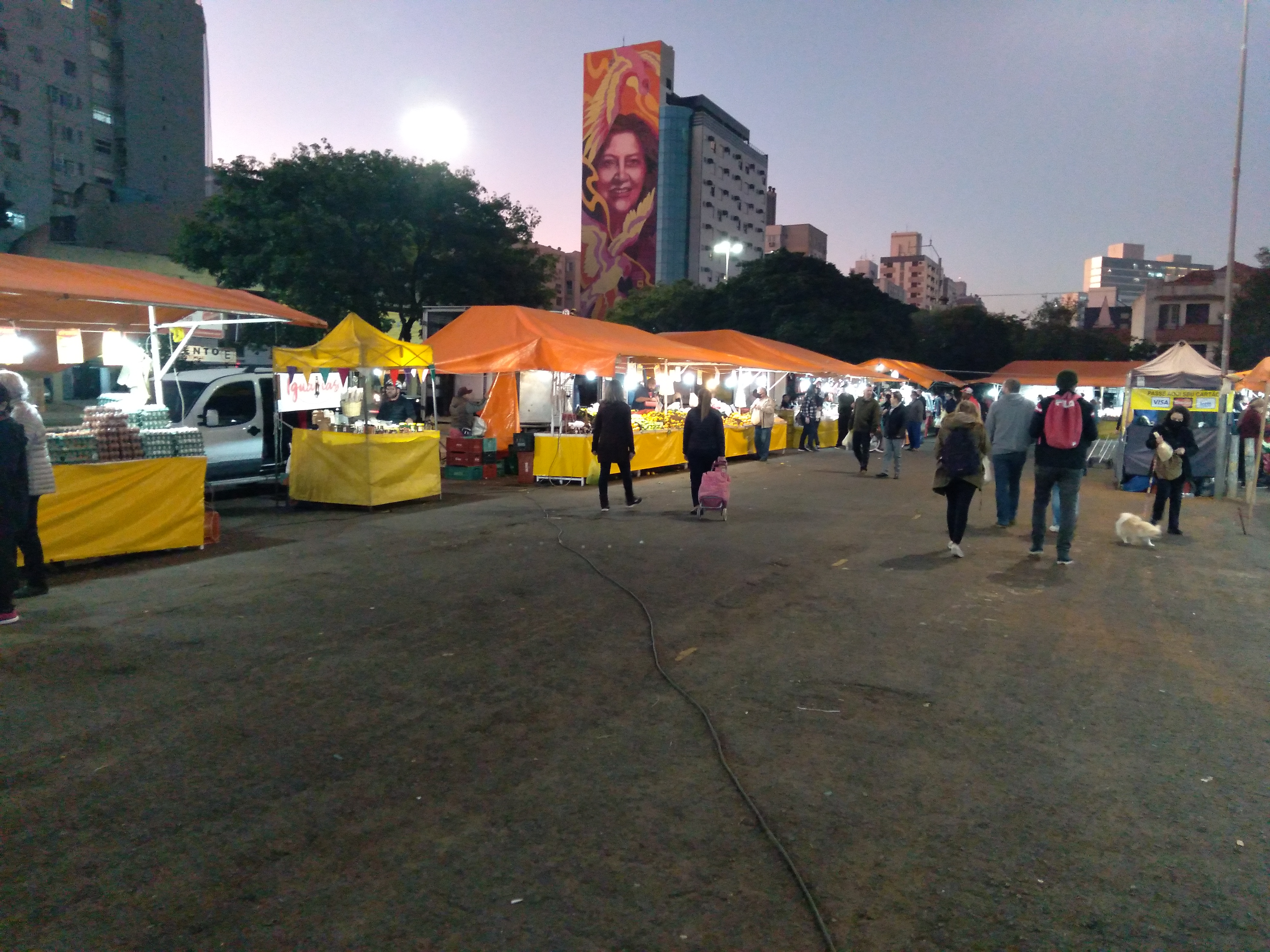
Feira no Largo Zumbi dos Palmares

Aguarda certificação, localiza-se no bairro Cidade Baixa. Comunidade centenária, próxima do antigo curso do Arroio Dilúvio, sua história se interliga com os quilombos do Areal e da Ilhota e quilombos do interior do estado, e tem muitas memórias na religião, música e carnaval. Em 2021 era liderado pela professora Maria Elaine Rodrigues Espíndola, uma liderança na comunidade negra porto-alegrense, reconhecida como a primeira mestra griot da cidade pela Câmara de Vereadores, primeira patrona negra do Acampamento Farroupilha, e recipiente do Troféu Carlos Santos da Assembleia Legislativa como líder quilombola. Seus tios João Florêncio e Romilda Rodrigues fundaram na década de 1970 a Mocambo — Associação de Remanescentes de Quilombo Amigos e Moradores do Bairro Cidade Baixa e Arredores, que ainda não tinha este nome, iniciando as lutas por reconhecimento e posse do território, que em 2021 congregava cerca de 20 famílias. Em 2004 a comunidade recebeu a visita de José Mendes Ferreira Geleju Adelabu III, tido como descendente de Zumbi dos Palmares. Em 2009 o Orçamento Participativo autorizou o uso da área pelas famílias.
A Mocambo tem se destacado pela sua atuação em favor da causa negra e quilombola e em atividades culturais. Em 2012 foi declarada Patrimônio Cultural pela Prefeitura de Porto Alegre, e em 2018 a Assembleia Legislativa declarou o quilombo como Área de Relevante Interesse Cultural do Rio Grande do Sul. O território tem alguns marcos importantes. A primeira sede da Mocambo foi instalada na antiga casa do Príncipe Custódio, figura famosa na história da cidade. Ainda existe a casa onde funcionou o Bar Luanda, ponto da boemia do bairro e ligado a personagens de destaque no movimento negro porto-alegrense, como José Alves Bittencourt e Aristides da Silva. Também são referências geográficas o tradicional terreiro Ilé Nação Oyó, e o Largo Zumbi dos Palmares, onde hoje está sediada a Mocambo, e que seve de ponto de manifestações culturais e concentração das comemorações da Semana da Consciência Negra.

## Quilombo Kédi
Também conhecido como Vila Kédi ou Caddie, localizado no bairro Boa Vista, foi fundado pela família Dutra e tem uma história centenária, ligada à demanda de mão de obra pelo Country Club, que fica ao lado. O nome deriva da ocupação de muitos moradores como caddies (carregadores de tacos) do campo de golfe do Country Club, fundado em 1930. A presença do clube de elite fez com que a região fosse muito valorizada e surgisse pressão para a remoção da vila. Em 2021 contava com cerca de 120 famílias, que têm um passado de exploração e trabalho precário. Há diversos processos trabalhistas pendentes sobre o clube, que não assinava carteira dos caddies.
O quilombo fez autodeclaração em 2021 e foi reconhecido pela Fundação Palmares em 17 de março de 2023. Em 23 de novembro de 2023 a Justiça do Rio Grande do Sul negou o pedido da Fundação Cultural Palmares, que deu o primeiro passo para o reconhecimento da Vila Kédi como comunidade quilombola e pleiteava que a ação fosse remetida para a Justiça Federal.
Seu território fica numa área onde foi planejada a extensão de uma rua, foi declarado como ocupação irregular e a comunidade está ameaçada de expulsão. Há uma decisão judicial obrigando a Prefeitura a remover as famílias e reassentá-las em outro local. O plano de construção de um grande empreendimento imobiliário ao lado aumentou a pressão. A Associação da Vila Kédi centraliza as lutas da comunidade, mas grande parte dos moradores já foi removida. A comunidade é muito pobre, desassistida e fragilizada. Segundo Anelise Fróes, o quilombo tem as condições de uma favela: "o Brasil que o Brasil não consegue ver segue sendo como sempre foi: Estado, invariavelmente, significa operações policiais; direitos básicos, fundamentais ou jurídicos seguem faltando como sempre faltaram".

## Quilombo Santa Luzia
Localizado no Jardim Cascata, o quilombo se autodeclarou em 2021 e recém iniciou a busca por reconhecimento oficial. Foi fundado pela teóloga Morgana Alves, que ali criou um centro de assistência e recuperação para pessoas em situação de rua, o Centro Africano Santa Luzia, oferecendo oficinas de dança, capoeira, reforço escolar e almoço duas vezes na semana. Muitas pessoas chegaram e ficaram, e em 2021 no quilombo viviam cerca de 80 famílias em profunda pobreza. Segundo a artista e professora indígena Raquel Kubeo, que colabora no quilombo, 
"No Quilombo Santa Luzia é uma realidade de morro, uma realidade de opressão e de, muitas vezes, medo da violência urbana, que nós sabemos que existe. E também é uma realidade de cuidado com os meus, de atuar como professora, como arte-educadora. [...] Vejo a cultura da cidade como um espaço de transformação, vejo que com as vozes de pessoas num sentido coletivo principalmente de denúncia, estamos colaborando com documentos em espaços como o do teatro. Esses espaços de transformação já estão acontecendo, não só comigo mas também com outros indígenas, falar sobre culturas negras, periféricas e indígenas de forma não romantizada".